# Tatyana Arkhipova
Tatyana Petrova Arkhipova (russo: Татьяна Петрова Архипова; Urmarsky, 8 de abril de 1983) é uma atleta russa especializada em corridas de fundo e meio-fundo.
Inicialmente competiu como júnior nos 3000 e 5000 m, disputando a final das duas provas no Campeonato Mundial Júnior de Atletismo de 2002, em Kingston, Jamaica e ganhou sua primeira medalha internacional, uma prata, no Campeonato Europeu de Atletismo sub-23 de 2003. Em 2005, ganhou a medalha de ouro dos 10000 m do mesmo torneio. Estreou em maratonas em Honolulu ao final de 2004.
Mudando de foco para os 3000 m steeplechase, na primeira prova que competiu nesta modalidade quebrou o recorde mundial em pista coberta e em seguida ganhou a medalha de prata no Campeonato Europeu de Atletismo de 2006. No Mundial de Osaka 2007 conquistou a prata com o recorde pessal de 9:09.19. Em Pequim 2008, na prova inaugural do steeplechase feminino, ficou em quarto lugar na final em que sua compatriota Gulnara Samitova-Galkina foi campeã olímpica e quebrou o recorde mundial. No entanto, após a desclassificação da também russa Yekaterina Volkova por violações de doping, herdou a medalha de bronze nessa prova.
Voltando a se concentrar na maratona, venceu a Maratona de Los Angeles em 2009 e conseguiu seu melhor tempo na Maratona de Dubai, 2:25:53. Não competiu em 2010 mas voltou em boa forma no ano seguinte, com um terceiro lugar na Maratona de Tóquio em fevereiro e um quinto na Maratona de Berlim em setembro. Competindo pela primeira vez com seu nome de casada – Petrova Arkhipova, antes apenas Petrova – obteve sua maior conquista com a medalha de bronze na maratona olímpica de Londres 2012, onde marcou seu novo recorde pessoal, 2:23:29.